# لوری فونگ
لوری فونگ (به انگلیسی: Lori Fung) ژیمناست زادهٔ ۲۱ فوریهٔ ۱۹۶۳ میلادی اهل کشور کانادا است.